# EXperience 112
eXperience 112 (intitulé The Experiment en Amérique du Nord et en Australie) est un jeu vidéo d'aventure sorti en octobre 2007 fonctionnant sur Windows. Développé par Lexis Numérique et édité par Micro Application, le jeu a été conçu par Nicolas Delaye.
Son originalité est que le joueur ne contrôle pas directement, comme habituellement, un personnage mais l'aide uniquement à travers un système de contrôle ultra-perfectionné de caméras et d'équipements pilotables à distance.

## Synopsis
Dans eXperience 112, le joueur se retrouve au commandes du système de sécurité du complexe scientifique et militaire baptisé EDEHN. Une jeune femme du nom de Léa Nichols semble être la seule survivante. Le but est de l'aider à se diriger dans le cargo. Au fur et à mesure de l'intrigue, on en apprend un peu plus sur les expériences qui étaient menées sur le navire. Ce jeu de piste découvre petit à petit dans un univers fantastique grandiose.

## Système de jeu
Le jeu se différencie des jeux d'aventures de type pointer-et-cliquer habituels par le fait qu'ici le rôle du joueur est lui-même mis en scène. Il ne contrôle pas le personnage de Léa Nichols mais uniquement le système informatique du complexe scientifique EDEHN, système appelé extranet. 
Par le biais de l'extranet, leur joueur peut accéder à de nombreux équipements du complexe : des caméras de contrôle au pilotage de robots de laboratoire en passant par l'éclairage et l'ouverture/fermeture de porte, l'action du joueur attire l'attention de Léa Nichols, l'aide en débloquant un passage, en activant un équipement, etc.
Le système extranet du jeu ne se limite pas au seul contrôle d'équipements. Il permet également au joueur de consulter les messages et dossiers archivés du personnel du complexe, certains étant librement accessibles, d'autres personnels et nécessitent que le joueur découvre des mots de passe pour y accéder. Enfin, le joueur n'est pas le seul à utiliser l'extranet durant le jeu : Léa Nichols s'en sert régulièrement également pour communiquer des informations au joueur et mettre à jour la progression des objectifs. Certaines de ces actions déclenchent l'affichage d'une nouvelle fenêtre de pilotage d'un équipement ou une demande d'un code d'activation.
Visuellement, le système extranet d'EDEHN - l'interface du jeu - se présente au joueur sous la forme d'une interface graphique assez classique, avec des fenêtres, des boites de dialogues et un menu principal. Ce menu, qui se replie le long du bord gauche de l'écran, regroupe les fonctions principales :
- Ouvrir une session sous l'identité d'un des membres du complexe ;
- Consulter la liste des membres et leurs fiches signalétiques qui peuvent contenir des codes d'accès à des portes ou des équipements;
- Consulter les dossiers : les dossiers partagés sont communs à tous les membres d'équipage, et les dossiers personnels et protégés qui sont différents pour chaque membre ; les dossiers protégés nécessite un mot de passe supplémentaire pour être accessible ;
- Consulter la correspondance de ce membre ;
- Ouvrir une carte du complexe. C'est depuis cette fenêtre que le joueur peut activer l'éclairage, les portes et les caméras de sécurité. Jusqu'à trois caméras peuvent être affichées en même temps, chacune dans une fenêtre distincte ;
- Mettre à jour les modes des caméras (rotations, zoom, amplification de la lumière, vue thermique, netteté et analyse des phéromones) ;
- Accéder au sous-menu du jeu (sauvegarde/chargement, bonus, réglages du jeu, quitter).

En lisant la fiche personnelle, la correspondance, et les dossiers privé et protégé de chaque membre, le joueur découvre de nouveau login et code d'accès, l'historique des événements passés à bord du bateau, les découvertes des scientifiques à bord ainsi que les relations intimes entre les membres d'équipage.
Il est à noter que l'histoire passée du bateau est censée avoir eu lieu en 1968. Lors des chargements du jeu, le système simulé semble être un système Unix. Or le système Unix a été inventé en 1969, l'interface graphique X Window pour Unix en 1984. Il y a d'autres anachronismes : caméra de surveillance couleurs trop compacte, caméra endoscopique.
L'une des énigmes du jeu utilise le chiffre de Vigenère.

## Accueil

### Critique
- Adventure Gamers : 3/5[1]
- Jeuxvideo.com : 17/20[2]

### Récompenses
Le jeu eXperience 112 a reçu trois prix lors des Milthon 2007 présidés par Frédérick Raynal. Le jeu a ainsi été récompensé dans les sections suivantes :
- Meilleur Jeu PC 2007
- Meilleur Scénario

eXperience 112 a de plus reçu le « Grand prix du Jury » lors des Milthon.
Le jeu a aussi été élu « jeu de l'année 2007 » par la communauté des membres du site Planète Aventure, parmi un ensemble de neuf jeux d'aventure parus aux cours de l'année.
En février 2009, le site Adventure Gamers a aussi récompensé eXperience 112 en lui décernant le prix du jeu vidéo au « meilleur concept » de l'année 2008.